# See You on the Other Side (chanson)
 (février 2024).
Si vous disposez d'ouvrages ou d'articles de référence ou si vous connaissez des sites web de qualité traitant du thème abordé ici, merci de compléter l'article en donnant les références utiles à sa vérifiabilité et en les liant à la section « Notes et références ».
Cet article concerne la chanson d'Ozzy Osbourne. Pour l'album de Korn, voir See You on the Other Side.
See You on the Other Side est le 2e single de l'album Ozzmosis d'Ozzy Osbourne sorti en 1995.

## Titres

### Version Promo
1. See You on the Other Side (edit) 03:53
2. See You on the Other Side 04:52

### Version Japonaise
1. See You on the Other Side (edit)
2. Voodoo Dancer
3. Living With the Enemy
4. Perry Mason

### Version Américaine
1. See You on the Other Side (edit) 03:53
2. See You on the Other Side 04:52
3. Voodoo Dancer 05:26
4. Aimee